# Pia König
Pia König (* 14. Mai 1993 in Klosterneuburg) ist eine ehemalige österreichische Tennisspielerin.

## Karriere
Im Jahr 2010 spielte sie erstmals auf dem ITF Women’s Circuit. 2013 gewann sie ihre ersten beiden Doppeltitel bei ITF-Turnieren, 2014 folgten die ersten beiden Erfolge im Einzel. Insgesamt gewann sie drei ITF-Titel im Einzel und zwölf im Doppel.
In den Jahren 2017 und 2018 spielte König für die österreichische Fed-Cup-Mannschaft, wo sie aber von ihren drei Matches, davon eines im Einzel und zwei im Doppel keines gewinnen konnte.
Ihr letztes Profiturnier bestritt König im Juli 2018 und wird seit Juli 2019 nicht mehr in den Weltranglisten geführt.

## Turniersiege

### Einzel
| Nr. | Datum             | Turnier    | Kategorie   | Belag | Finalgegnerin   | Ergebnis      |
| --- | ----------------- | ---------- | ----------- | ----- | --------------- | ------------- |
| 1.  | 31. August 2014   | Pörtschach | ITF $10.000 | Sand  | Barbara Haas    | 6:3, 4:6, 7:5 |
| 2.  | 7. Dezember 2014  | Antalya    | ITF $10.000 | Sand  | Lina Gjorcheska | 7:5, 6:4      |
| 3.  | 5. September 2015 | St. Pölten | ITF $10.000 | Sand  | Diana Šumová    | 6:0, 3:6, 7:5 |

### Doppel
| Nr. | Datum              | Turnier           | Kategorie   | Belag     | Partnerin             | Finalgegnerinnen                       | Ergebnis           |
| --- | ------------------ | ----------------- | ----------- | --------- | --------------------- | -------------------------------------- | ------------------ |
| 1.  | 3. Mai 2013        | Aschkelon         | ITF $10.000 | Hartplatz | Ester Masuri          | Laura Deigman Keren Shlomo             | 1:0 Aufgabe        |
| 2.  | 20. Oktober 2013   | Antalya           | ITF $10.000 | Sand      | Barbara Sobaszkiewicz | Swjatlana Piraschenka Julia Wachaczyk  | 6:1, 6:4           |
| 3.  | 22. Februar 2014   | Antalya           | ITF $10.000 | Sand      | Sopia Kwazabaia       | Li Yihong Yang Zhaoxuan                | 2:1 Aufgabe        |
| 4.  | 30. Mai 2014       | Netanja           | ITF $10.000 | Hartplatz | Barbora Štefková      | Mariam Bolkwadse Anastassija Pribylowa | 6:3, 6:2           |
| 5.  | 25. Juli 2014      | Bad Waltersdorf   | ITF $10.000 | Sand      | Polona Reberšak       | Kristýna Hrabalová Tereza Janatová     | 6:74, 7:5, [14:12] |
| 6.  | 26. September 2014 | Algier            | ITF $15.000 | Sand      | Conny Perrin          | Natalija Kostić Margarita Lasarewa     | 6:3, 6:1           |
| 7.  | 17. Januar 2015    | Scharm El-Scheich | ITF $10.000 | Hartplatz | Eva Wacanno           | Camilla Rosatello Yuuki Tanaka         | 4:6, 7:62, [10:5]  |
| 8.  | 3. September 2015  | St. Pölten        | ITF $10.000 | Sand      | Rebecca Šramková      | Nora Niedmers Tina Tehrani             | 6:2, 6:2           |
| 9.  | 22. April 2016     | Pula              | ITF $10.000 | Sand      | Sofija Kowalez        | Vinciane Remy Marie Temin              | 6:3, 3:6, [10:8]   |
| 10. | 29. April 2016     | Pula              | ITF $10.000 | Sand      | Lisa Whybourn         | Marcella Cucca Camilla Scala           | 1:6, 7:5, [11:9]   |
| 11. | 8. Oktober 2016    | Hammamet          | ITF $10.000 | Sand      | Alice Bacquié         | Fernanda Brito Noelia Zeballos         | 6:4, 6:1           |
| 12. | 17. November 2017  | Agadir            | ITF $15.000 | Sand      | Miriana Tona          | Mariana Dražić Oana Georgeta Simion    | 4:6, 7:65, [10:8]  |

## Weltranglistenpositionen am Saisonende
| Jahr   | 2010 | 2011 | 2012 | 2013 | 2014 | 2015 | 2016 | 2017 | 2018 |
| ------ | ---- | ---- | ---- | ---- | ---- | ---- | ---- | ---- | ---- |
| Einzel | -    | 973  | 952  | 571  | 394  | 341  | 445  | 566  | 712  |
| Doppel | 924  | 847  | 1159 | 581  | 438  | 381  | 350  | 497  | 565  |